# Mettenhamer Filz
Koordinaten: 47° 43′ 58″ N, 12° 25′ 20″ O
Das Naturschutzgebiet Mettenhamer Filz liegt auf dem Gebiet der Gemeinde Schleching im oberbayerischen Landkreis Traunstein.
Das Gebiet erstreckt sich nordöstlich von Mettenham und südwestlich von Raiten – beide Ortsteile von Schleching.
Am westlichen Rand des Gebietes verläuft die B 307, südöstlich fließt die Tiroler Achen. Nordöstlich erstreckt sich das 36,45 ha große Naturschutzgebiet Süssener und Lanzinger Moos.

## Bedeutung
Das 45,0 ha große Gebiet mit der Kennung NSG-00046.01 steht seit dem Jahr 1944 unter Naturschutz.